# Philip Welker
Philip Welker (* 13. November 1989 in Ottweiler) ist ein ehemaliger deutscher Badmintonspieler. Er spielt für den 1. BC Bischmisheim.

## Karriere
Philip Welker begann seine Badmintonkarriere im Alter von fünf Jahren beim SSV Heiligenwald. Dort wurde sein Badmintontalent frühzeitig erkannt und gefördert. Schon im Alter von 8 Jahren nahm er an Ranglistenturnieren teil. Meistertitel auf saarländischer, südwestdeutscher und deutscher Ebene stehen seither auf seiner Erfolgsbilanz.
Früh wurden auch Trainer und Betreuer auf deutscher Ebene auf Welker aufmerksam. Mit 12 Jahren gehörte er schon zum Talentteam Deutschland. Seither spielte Welker viele nationale und internationale Turniere mit Erfolg. Mit der Nationalmannschaft hatte er ebenfalls schon mehrere Einsätze in verschiedenen Länderspielen.
Der Wechsel zum Bundesligisten BC Bischmisheim erfolgte 2005. Die hervorragenden Trainingsbedingungen am Olympiastützpunkt Saarbrücken und dem neuen Verein brachte für Welker erneut eine enorme Verbesserung seines Badmintonspiels. Auch seine Schulausbildung war ganz auf Badminton ausgerichtet: Welker war Schüler am Gymnasium am Rotenbühl, einer Eliteschule des Sports.
Im März 2007 erfolgte durch Bundestrainer Holger Hasse die Nominierung zur Badminton-Europameisterschaft 2007. Seit März 2007 hat Welker mit Dede Dewanto einen neuen Trainer.
Im Oktober 2007 fand die Badminton Jugend-WM in Waitakere, New Zealand statt. Hier startete Welker mit der Mannschaft und im Einzel. Durch Fehler der Organisatoren bzgl. Leistungsdifferenzierung erreichte die deutsche Mannschaft im Endergebnis den 24. Platz. Im Mixed erreichte Welker mit seiner Partnerin Fabienne Deprez einen Platz unter den Top Ten der Welt. Durch einen Sieg über das indonesische Team wurde der 9. Platz erkämpft.
Seit dem Jahr 2008 spielt Welker durch das Erreichen der Jugendaltersgrenze ausschließlich bei den Erwachsenen. Seinen ersten Einsatz in der 1. Bundesliga für den 1. BC Bischmisheim absolvierte er im November 2009 gegen Union Lüdinghausen. In der Saison 2009/10 gewann er mit der Mannschaft die Deutsche Meisterschaft. Die Saison wurde anschließend mit dem Gewinn des Europapokals gekrönt.
Nach seinem Abitur nahm er im Herbst 2010 ein Studium der Betriebswirtschaftslehre an der Universität des Saarlandes auf.
In der Saison 2011/2012 spielte der Saarländer für den 1. BC Düren. Mit diesem wurde Welker Staffelsieger in der 2. Bundesliga Nord. Ab der Saison 2012/2013 spielt er wieder für den 1. BC Bischmisheim. Nach einem wiederholten Abriss des Meniskus lässt Philip Welker seine Karriere im Badminton ab Sommer 2013 ruhen.

## Vereine
- SSV Heiligenwald
- 1. BC Bischmisheim
- 1. BC Düren

## Erfolge
- mehrfacher Südwestdeutscher Juniorenmeister im Einzel, Doppel und Mixed
- 2002 Aufnahme in die Jugendnationalmannschaft
- 2007 Teilnahme an Junioreneuropameisterschaft
- 2007 Teilnahme an Juniorenweltmeisterschaft in Waitakere/New Zealand:
- Deutscher Mannschaftsmeister mit dem 1. BC Bischmisheim 2010
- Europapokal-Sieger mit dem 1. BC Bischmisheim 2010
- Deutscher Hochschulmannschaftsmeister 2011 mit der Mannschaft der Uni Saarbrücken
- Mannschaftsmeister mit dem 1. BC Düren in der 2. Liga Nord (Saison 2011/2012)

## Ehrungen
- Saar-Sportler des Jahres 2010 mit der Badminton-Mannschaft des 1. BC Bischmisheim